# Counterpunch
CounterPunch är en amerikansk radikal politisk tidskrift som ursprungligen lanserades som ett nyhetsbrev år 1994 av journalisten Ken Silverstein. Den har beskrivits såsom tillhörande vänstern på den politiska skalan. En stor del av rapporteringen upptas av kritiska granskningar av fackföreningsfrågor, amerikansk utrikespolitik samt Israel–Palestina-konflikten.

### Fotnoter
1. ↑  "Counterpunch is the brainchild of Ken Silverstein, a former AP reporter in Rio de Janeiro." Lies of Our Times, vol. 4-5 (1993), s. 26.
2. ↑  Ralph Blumenthal (12 maj 2006). ”Army Acts to Curb Abuses of Injured Recruits”. The New York Times. http://www.nytimes.com/2006/05/12/us/12training.html?pagewanted=2.
3. ↑  ”The Devil You Know”. New Republic. http://www.tnr.com/article/politics/the-devil-you-know.
4. ↑  ”Olbermann, Assange, and the Holocaust Denier When you want to believe, you'll believe anything.”. Reason. http://reason.com/archives/2010/12/07/olbermann-assange-and-the-holo.
5. ↑  Richard Paul & Linda Elder, The Thinker's Guide for Conscientious Citizens on How to Detect Media Bias and Propaganda (3 uppl.; Dillon Beach, California: Foundation for Critical Thinking, 2006), s. 29.